# Casa de John Morgan
La Casa de John Morgan (también conocida como La Cabaña Colonial) es una residencia histórica ubicada en Heflin, Alabama, Estados Unidos. Fue incluido en el Registro de Monumentos y Patrimonio de Alabama en 1991 y en el Registro Nacional de Lugares Históricos en 1993.

## Historia
La casa fue construida alrededor de 1880 por John Francis y Louise Perryman Morgan, en un terreno cedido a John por su servicio en la guerra entre México y Estados Unidos. Después de la incorporación de Heflin en 1892, Morgan fue elegido su primer alcalde.

## Descripción
La casa originalmente contaba con dos habitaciones y un salón central. Se amplió alrededor de 1900, agregando 13 habitaciones, un segundo piso y un porche envolvente. El piso superior cuenta con buhardillas gemelas con fachada a dos aguas y le da a la casa su apariencia de cabaña victoriana. Se quitaron los lados del porche y se agregó una habitación número 16 en el segundo piso en 1933.